# Турица (Закарпатская область)
Тури́ца (укр. Туриця) — село в Турье-Реметовской сельской общине Ужгородского района Закарпатской области Украины.
Население по переписи 2001 года составляло 1098 человек. Почтовый индекс — 89222. Телефонный код — 3145. Занимает площадь 2,326 км². Код КОАТУУ — 2123284001.